# Totaal TV
Totaal TV is een tweewekelijkse televisiegids uitgegeven door Veronica Uitgeverij BV in Nederland, onderdeel van DPG Media. Van juli 2003 tot 19 juli 2017 maakte het blad via Veronica Uitgeverij onderdeel uit van SBS Broadcasting, waar tot 19 juli 2017 uitgever Sanoma en Talpa Holding het gezamenlijk bezit over hadden. Van 19 juli 2017 tot 20 april 2020 was het blad onderdeel van Sanoma Media Netherlands. Sinds 20 april 2020 is het blad onderdeel van DPG Media die de Nederlandse uitgeeftak van Sanoma over heeft genomen. In het eerste kwartaal van 2025 kende Totaal TV gemiddeld een betaalde oplage van 20.445 exemplaren per twee weken volgens NMO (992 minder t.o.v. het derde kwartaal van 2024).
Totaal TV richt zich op schotelkijkers en digitale televisiekijkers, vaak met een aanvullend digitaal pakket. Elke editie brengt Totaal TV met 105 zenders een uitgebreid programmaoverzicht van Nederland.

## Geschiedenis
In september 1990 startte Veronica Satellite als supplement bij Veronica Magazine om aandacht te schenken aan het opkomende fenomeen satelliettelevisie. Het waren de tijden van de start van RTL Véronique / RTL 4 en de opkomst van de Astra- en Eutelsat-satellieten. Per 24 september 1994 verscheen Veronica Satellite als zelfstandig weekblad met 64 pagina's en een oplage van 30.000 exemplaren. Veronica Satellite behoorde destijds nog bij de publieke omroep Veronica dat per 1 september 1995 commercieel ging. Veronica Satellite bleef na het commercieel gaan van de radio- en televisie-activiteiten bij RTL (HMG), samen met Veronica Magazine een apart onderdeel van Vereniging Veronica. In 1998 werd het blad Free Satellite Watcher (FSW) overgenomen. Per 3 oktober 1998 heette het blad daarom Satellite, hét magazine voor schotelbezitters en het verscheen voortaan tweewekelijks. In 2003 werd Satellite eigendom van SBS Broadcasting. In november 2004 werd de gids omgedoopt tot TV Satellite, dé gids voor schotel- en andere digitale kijkers. Daarna werd het blad minder technisch en ging zich meer op de programmagidsfunctie richten. TV Satellite werd per januari 2008 door SBS Broadcasting vervangen door Totaal TV, een blad dat zich richt op alle digitale kijkers en niet langer alleen satellietkijkers. Het aantal redactiepagina's is daarbij ingeperkt, waarbij het blad zich primair op haar gidsfunctie richt. Totaal TV is vooral een tweewekelijkse tv-gids met 105 zenders. Op 20 juli 2017 werd Totaal TV eigendom van Sanoma Media Netherlands, waarna per 20 april 2020 het blad in handen kwam van DPG Media.

## Oplage
| Jaar | Betaalde gerichte oplage | Totaal verspreide oplage |       |
| ---- | ------------------------ | ------------------------ | ----- |
| 2004 | 49.788                   | 50.842                   | [ 2 ] |
| 2006 | 46.755                   | 47.816                   | [ 3 ] |
| 2007 | 44.744                   | 45.930                   | [ 4 ] |
| 2011 | 64.844                   | 66.123                   | [ 5 ] |
| 2012 | 60.910                   | 62.432                   | [ 6 ] |
| 2022 | 25.404                   | 25.502                   |       |
| 2023 | 23.012                   | 23.062                   |       |
| 2024 | 21.437                   | 21.437                   |       |
| 2025 | 20.445                   | 20.490                   |       |